# NGC 2592
NGC 2592 (również PGC 23701 lub UGC 4411) – galaktyka eliptyczna (E), znajdująca się w gwiazdozbiorze Raka. Odkrył ją William Herschel 11 marca 1785 roku.